# Raphaël Bastide
Pas d'image ? Cliquez ici

a Compétitions nationales et continentales officielles uniquement.

b Matchs officiels uniquement.
Rafael Bastide Gutierrez, né le 24 novembre 1977 à Bilbao (Espagne), est un ancien joueur de rugby à XV franco-espagnol qui évoluait au poste d'ailier (1,86 m pour 88 kg).

## Biographie

### En club

#### Joueur
- 1996-1999 : Lombez Samatan club
- 1999-2001 : US Colomiers
- 2001-2008 : FC Auch
- 2008-2009 : US L'Isle-Jourdain (Fédérale 2)
- 2009-2010 : ES Gimont
- 2010-2013 : US Eauze (Honneur)

#### Entraîneur
- 2009-2010 : US Lectoure (minimes)
- 2010-2013 : US Eauze (Honneur)
- 2013-2015 : CA Castelsarrasin (Fédérale 2)
- 2016-2018 : AS Fleurance (Fédérale 2, montée en Fédérale 1)
- 2018-2020 : US montreal
- 2020-2021 : MEZIN
- 2022-2024 cœur de Lomagne

### En équipe nationale
Il honore sa première cape internationale en équipe d'Espagne le 8 novembre 1997 contre l'équipe d'Andorre.
Il participe ensuite à la coupe du Monde 1999.

## Palmarès

### En club
Avec l'US Colomiers
- Championnat de France de première division :
  - Vice-champion (1) : 2000

Avec le FC Auch
- Coupe de la ligue :
  - Finaliste (1) : 2001
- Championnat de France de Pro D2 : 
  - Champion (2) : 2004 et 2007
- Bouclier Européen :
  - Vainqueur (1) : 2005[1]

### En équipe nationale
- 10 sélections en équipe d'Espagne depuis 1997
- 3 essais (15 points)
- Sélections par année : 2 en 1997, 4 en 1998, 4 en 1999
- En coupe du monde :
  - 1999 : 1 sélection (Uruguay)

### Personnel
- Meilleur marqueur d'essais de Pro D2 : 2004 (13, soit 3 de plus que les seconds Clément Fromont, Ludovic Saunier et Martin Jágr)[2]